# Bliżyce (Silésie)
Pour les articles homonymes, voir Bliżyce.
Bliżyce (prononciation : [bliˈʐɨt͡sɛ]) est une localité polonaise de la gmina de Niegowa, située dans le powiat de Myszków en voïvodie de Silésie.